# Speer (berg i Schweiz)
Speer är ett berg i Schweiz.   Det ligger i distriktet Wahlkreis See-Gaster och kantonen Sankt Gallen, i den östra delen av landet, 130 km öster om huvudstaden Bern. Toppen på Speer är 1 950 meter över havet, eller 853 meter över den omgivande terrängen. Bredden vid basen är 12,9 km.
Terrängen runt Speer är kuperad åt nordväst, men åt sydost är den bergig. Runt Speer är det ganska glesbefolkat, med 27 invånare per kvadratkilometer.. Närmaste större samhälle är Schänis, 6,5 km väster om Speer. 
Omgivningarna runt Speer är en mosaik av jordbruksmark och naturlig växtlighet.